# Testamento e morte de Moisés

O Testamento e morte de Moisés é um afresco atribuído aos pintores renascentistas italianos Luca Signorelli e Bartolomeo della Gatta, feito por volta do ano 1482 e está localizado na Capela Sistina em Roma.

## História
Em outubro de 1480 um grupo de pintores de Florença partiu para Roma, onde foram chamados para participar de um projeto de reconciliação entre Lourenço de Médici, o soberano de facto da República Florentina e o Papa Sisto IV. Os florentinos começaram a trabalhar na Capela Sistina no começo da primavera de 1481 juntamente com Pietro Perugino, que já participava dos trabalhos. Nem Bartolomeo della Gatta ou Luca Signorelli aparecem nos contratos oficiais assinados entre a Corte Papal e os pintores, porém eles eram mais conhecidos como assistentes de Perugino, que era o encarregado geral da obra. Signorelli é citado na Capela Sistina, após seu mestre abandonar a obra em 1482, como autor de Disputa sobre o corpo de Moisés na parede de entrada, repintada por Matteo da Lecce em 1574 devido seu estado precário.

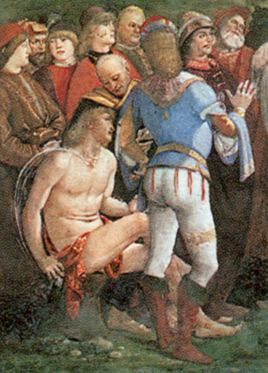
Detalhe do afresco.

Acredita-se que Perugino forneceu ao menos o layout do afresco, enquanto sua realização, de acordo com um comentário de Giorgio Vasari, é tradicionalmente creditada a Signorelli.